# Partido de Ezeiza
Partido de Ezeiza är en kommun i Argentina.   Den ligger i provinsen Buenos Aires, i den centrala delen av landet, 30 km sydväst om huvudstaden Buenos Aires. Antalet invånare är 118 807. Arean är 223 kvadratkilometer.
Terrängen i Partido de Ezeiza är mycket platt.
Trakten runt Partido de Ezeiza består till största delen av jordbruksmark. Runt Partido de Ezeiza är det tätbefolkat, med 442 invånare per kvadratkilometer.